# متبن صاحب سبق
المتبنى صاحب السبق (بالإنجليزية :Early adopter) أو العميل الذي يسترشد به هو في الأصل عميل لشركة معينة، أو منتج[ ؟ ]، أو تكنولوجيا :في حقل من الحقول كالسياسات، والموضة، والفن، أو أي حقل آخر، ويعزى هذا الشخص إلى كونه مبتدع للموضة. وهو عمل أنشأته إيفريت إم روجرز عن نشر الإبداعات والابتكارات 1962. 

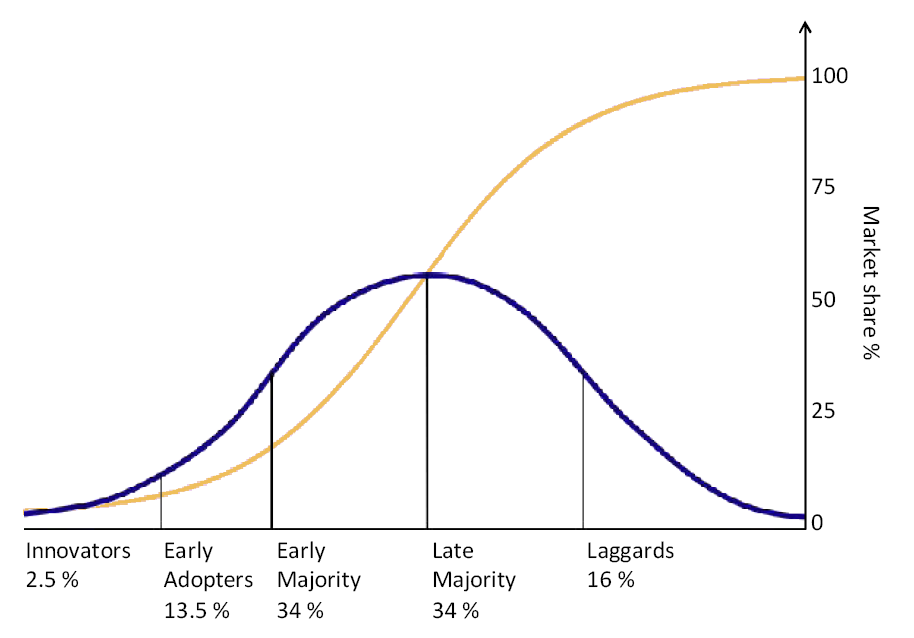
صاحب السبق في منحنى روجرز

## التاريخ
والعميل المثالي لا يكفي كونه صاحب السبق فقط في شراء المنتج أو التكنولوجيا وإنما هو الذي يعمل على تغذية البائع برؤيته أو وجهة نظره التي تفيد من التوزيع[ ؟ ] الأفضل للمنتج مستقبلا، ووسائل تواجده بالأسواق، والخدمات المقدمة، وكذا الدعم ما بعد البيع.
المتبنى صاحب السبق كما ظهر بالمنحنى الناقوسي لروجرز
تعتبر العلاقة تعاونية، بين العميل والذي يكون له السبق (قد يكون الوحيد أو على الأقل الوحيد الأسبق) في التعامل أو الحصول على المنتج، ومن ناحية أخرى فأنه يخدم وكأنه خنزير غينيا.
وفي مقابل كون العميل ممن لهم السبق في تبني المنتج، وكذا تعرضه للمشكلات، والمخاطر، والانزعاجات الملازمة للمنتج عند اختباره في المرحلة الأولى من إنتاجه، فأنه أحيانا يحصل على دعم وعون البائع المجامل، والذي يصل لامتلاك موظفيين لمساعدة العملاء في أداء المنتج. وأحيانا يعطى العميل سعر تفضيلي، وشروط، وبنود، وعلى الرغم من أن التكنولوجيا الحديثة غالبا ما تكون غالية، نجد أن صاحب السبق غالبا ما يدفع مبالغ كثيرة.
وعلى الصعيد الآخر، يستفيد البائع من ربحه لإيرادات مبكرة، كما يكتسب عون ومساندة العميل صاحب السبق في تطوير المنتج وآلية[ ؟ ] نزوله للأسواق. فاكتساب عميل ريادى أمر مهم في عملية تطوير منتج جديد وتنفيذه. وفي عالم الأعمال الحقيقى نجد أن تلك العلاقة مهمة وقيمة جدا للبائع.
ويأتى التبني الأسبق أو الريادة مع مخاطر:فالنماذج الأولية من المنتج ممكن أن تميل للتلف. علاوة على ذلك فإنها تكون أكثر كفاءة، وأقل غلوا، وتظل نماذج المنتج عدة أشهر بعد انطلاقها في الأسواق (آيفون أبل).  ونزعة التكنولوجيا الجديدة لتكون أكثر تكلفة أمر معهود ويرجع إلى «ضريبة صاحب السبق أو الريادة».